# Le Mesnil-Tôve
Le Mesnil-Tôve  là một xã thuộc tỉnh Manche trong vùng Normandie tây bắc nước Pháp. Xã này nằm ở khu vực có độ cao trung bình 125 mét trên mực nước biển.